# Philipp Oswald
Philipp Oswald (Feldkirch, 23 de enero de 1986) es un tenista profesional austríaco. En 2021, participó en los Juegos Olímpicos de Tokio 2020 formando pareja con Oliver Marach.

## Carrera
Su mejor ranking individual es el n.º 206 alcanzado el 7 de diciembre de 2009, mientras que en dobles logró la posición 49 el 23 de junio de 2014.
Hasta el momento ha obtenido 2 títulos de la categoría ATP World Tour y 22 en el ATP Challenger Series, siendo todos en la modalidad de dobles. También ha ganado varios títulos futures tanto en individuales como en dobles.

### 2014
Durante este año comienza a ganar títulos de la categoría ATP World Tour. En el mes de marzo ganó el Torneo de San Pablo disputado sobre pistas de tierra batida junto al español Guillermo García López como pareja. Derrotaron en la final a la pareja colombiana Juan Sebastián Cabal y Robert Farah salvando hasta tres puntos de partido para culminar con un resultado de 5-7 6-4 15-13. Dos meses más tarde ganó el Torneo de Niza en Francia junto al eslovaco Martin Kližan como pareja. En la final derrotaron cómodamente al dúo Rohan Bopanna y Aisam-ul-Haq Qureshi por 6-2, 6-0. Dos meses más tarde disputó su tercer final de la temporada en Alemania, en el Torneo de Stuttgart. Pero esta vez, haciendo dupla con el español Guillermo García-López derrotaron a la pareja Artem Sitak y Mateusz Kowalczyk por 6-2, 1-6 7-10.

## Títulos ATP (11; 0+11)

### Dobles (11)
| Leyenda                   |
| Grand Slam (0)            |
| ATP World Tour Finals (0) |
| ATP Masters 1000 (0)      |
| ATP World Tour 500 (1)    |
| ATP World Tour 250 (10)   |

| N.º | Fecha                 | Torneo         | Superficie    | Pareja                 | Oponentes en la final              | Resultado            |
| --- | --------------------- | -------------- | ------------- | ---------------------- | ---------------------------------- | -------------------- |
| 1.  | 2 de marzo de 2014    | Sao Paulo      | Tierra batida | Guillermo García López | Juan Sebastián Cabal Robert Farah  | 5-7, 6-4, [15-13]    |
| 2.  | 24 de mayo de 2014    | Niza           | Tierra batida | Martin Kližan          | Rohan Bopanna Aisam-ul-Haq Qureshi | 6-2, 6-0             |
| 3.  | 22 de febrero de 2015 | Río de Janeiro | Tierra batida | Martin Kližan          | Pablo Andújar Oliver Marach        | 7-6(3), 6-4          |
| 4.  | 11 de febrero de 2017 | Quito          | Tierra batida | James Cerretani        | Julio Peralta Horacio Zeballos     | 6-3, 2-1, ret.       |
| 5.  | 30 de julio de 2017   | Gstaad         | Tierra batida | Oliver Marach          | Jonathan Eysseric Franko Škugor    | 6-3, 4-6, [10-8]     |
| 6.  | 22 de octubre de 2017 | Moscú          | Dura (i)      | Max Mirnyi             | Damir Džumhur Antonio Šančić       | 6-3, 7-5             |
| 7.  | 18 de febrero de 2018 | Nueva York     | Dura (i)      | Max Mirnyi             | Wesley Koolhof Artem Sitak         | 6-4, 4-6, [10-6]     |
| 8.  | 14 de abril de 2018   | Houston        | Tierra batida | Max Mirnyi             | Andre Begemann Antonio Šančić      | 6-7(2), 6-4, [11-9]  |
| 9.  | 20 de julio de 2019   | Umag           | Tierra batida | Robin Haase            | Oliver Marach Jürgen Melzer        | 7-5, 6-7(2), [14-12] |
| 10. | 3 de agosto de 2019   | Kitzbühel      | Tierra batida | Filip Polášek          | Sander Gillé Joran Vliegen         | 6-4, 6-4             |
| 11. | 17 de octubre de 2020 | Cerdeña        | Tierra batida | Marcus Daniell         | Juan Sebastián Cabal Robert Farah  | 6-3, 6-4             |

#### Finalista (11)
| N.º | Fecha                 | Torneo    | Superficie    | Pareja                 | Oponentes en la final           | Resultado           |
| --- | --------------------- | --------- | ------------- | ---------------------- | ------------------------------- | ------------------- |
| 1.  | 13 de julio de 2014   | Stuttgart | Tierra batida | Guillermo García López | Artem Sitak Mateusz Kowalczyk   | 6-2, 1-6 [7-10]     |
| 2.  | 9 de enero de 2015    | Doha      | Dura          | Julian Knowle          | Juan Mónaco Rafael Nadal        | 3-6, 4-6            |
| 3.  | 7 de febrero de 2016  | Sofía     | Dura (i)      | Adil Shamasdin         | Wesley Koolhof Matwé Middelkoop | 7-5, 6-7(9), [6-10] |
| 4.  | 12 de enero de 2018   | Auckland  | Dura          | Max Mirnyi             | Oliver Marach Mate Pavić        | 4-6, 7-5, [7-10]    |
| 5.  | 12 de octubre de 2018 | Moscú     | Dura (i)      | Max Mirnyi             | Austin Krajicek Rajeev Ram      | 6-7(4), 4-6         |
| 6.  | 28 de julio de 2019   | Gstaad    | Tierra batida | Filip Polášek          | Sander Gillé Joran Vliegen      | 4-6, 3-6            |
| 7.  | 18 de enero de 2020   | Auckland  | Dura          | Marcus Daniell         | Luke Bambridge Ben McLachlan    | 6-7(3), 3-6         |
| 8.  | 12 de marzo de 2021   | Doha      | Dura          | Marcus Daniell         | Aslán Karatsev Andrey Rublev    | 5-7, 4-6            |
| 9.  | 3 de octubre de 2021  | Sofía     | Dura (i)      | Oliver Marach          | Jonny O'Mara Ken Skupski        | 3-6, 4-6            |
| 10. | 24 de julio de 2022   | Gstaad    | Tierra batida | Robin Haase            | Tomislav Brkić Francisco Cabral | 4-6, 4-6            |
| 11. | 1 de julio de 2023    | Mallorca  | Hierba        | Robin Haase            | Yuki Bhambri Lloyd Harris       | 3-6, 4-6            |

## ATP Challenger Tour
| N.º | Fecha      | Torneo                        | Superficie  | Pareja             | Rival                                        | Resultado              |
| --- | ---------- | ----------------------------- | ----------- | ------------------ | -------------------------------------------- | ---------------------- |
| 1.  | 28.09.2008 | Challenger de Grenoble        | Dura(i)     | Martin Fischer     | Niels Desein Dick Norman                     | 6–7(5), 7–5, [10–7]    |
| 2.  | 20.09.2009 | Challenger de Todi (1)        | Tierra      | Martin Fischer     | Pablo Santos Gabriel Trujillo-Soler          | 7–5, 6–3               |
| 3.  | 27.09.2009 | Challenger de Palermo (1)     | Tierra      | Martin Fischer     | Pierre-Ludovic Duclos Rogério Dutra da Silva | 4–6, 6–3, [10–5]       |
| 4.  | 18.10.2009 | Challenger de Kolding         | Dura(i)     | Martin Fischer     | Jonathan Marray Aisam-ul-Haq Qureshi         | 7–5, 6–3               |
| 5.  | 14.03.2010 | Challenger de Kyoto           | Carpeta (i) | Martin Fischer     | Divij Sharan Vishnu Vardhan                  | 6–1, 6–2               |
| 6.  | 18.04.2010 | Challenger de Pereira         | Tierra      | Dominik Meffert    | Gero Kretschmer Alex Satschko                | 6–7(4), 7–6(6), [10–5] |
| 7.  | 02.05.2010 | Challenger de Ostrava         | Tierra      | Martin Fischer     | Tomasz Bednarek Mateusz Kowalczyk            | 2–6, 7–6(6), [10–8]    |
| 8.  | 27.06.2010 | Challenger de Reggio Emilia   | Tierra      | Martin Slanar      | Sadik Kadir Purav Raja                       | 6–2, 5–7, [10–6]       |
| 9.  | 10.10.2010 | Challenger de Palermo (2)     | Tierra      | Martin Fischer     | Alessandro Motti Simone Vagnozzi             | 4–6, 6–2, [10–6]       |
| 10. | 29.05.2011 | Challenger de Alessandria     | Tierra      | Martin Fischer     | Jeff Coetzee Andreas Siljeström              | 6–7(5), 7–5, [10–6]    |
| 11. | 03.07.2011 | Challenger de Turín           | Tierra      | Martin Fischer     | Uladsimir Ignatik Martin Kližan              | 6-3, 6-4               |
| 12. | 10.07.2011 | Challenger de Oberstaufen (1) | Tierra      | Martin Fischer     | Tomasz Bednarek Mateusz Kowalczyk            | 7-6(1), 6-3            |
| 13. | 18.11.2011 | Challenger de Salzburg        | Dura        | Martin Fischer     | Alexander Waske Lovro Zovko                  | 6–3, 3–6, [14–12]      |
| 14. | 24.03.2012 | Challenger de Bath            | Dura        | Martin Fischer     | Jamie Delgado Ken Skupski                    | 6–4, 6–4               |
| 15. | 16.09.2012 | Challenger de Todi (2)        | Tierra      | Martin Fischer     | Marco Cecchinato Alessio di Mauro            | 6–3, 6–2               |
| 16. | 17.11.2012 | Challenger de Yokohama        | Dura        | Prakash Amritraj   | Sanchai Ratiwatana Sonchat Ratiwatana        | 6–3, 6–4               |
| 17. | 24.11.2012 | Challenger de Toyota          | Carpeta     | Mate Pavić         | Andrea Arnaboldi Matteo Viola                | 6–3, 3–6, [10–2]       |
| 18. | 04.05.2013 | Challenger de Túnez           | Tierra      | Dominik Meffert    | Jamie Delgado Andreas Siljeström             | 3-6, 7-60, 10-7        |
| 19. | 09.06.2013 | Challenger de Caltanissetta   | Tierra      | Dominik Meffert    | Alessandro Giannessi Potito Starace          | 6-2, 6-3               |
| 20. | 28.07.2013 | Challenger de Oberstaufen (2) | Tierra      | Dominik Meffert    | Stephan Fransen Artem Sitak                  | 6-1, 3-6, 14-12        |
| 21. | 28.09.2013 | Challenger de Sibiu           | Tierra      | Rameez Junaid      | Jamie Delgado Jordan Kerr                    | 6-4, 6-4               |
| 22. | 23.11.2013 | Challenger de Andría          | Dura (i)    | Andreas Siljeström | Alessandro Motti Goran Tošić                 | 6-2, 6-3               |